# Anselmo Figueroa
Anselmo L. Figueroa (21 aprile 1861 – Los Angeles, 14 giugno 1915) è stato un politico e giornalista messicano anarchico, membro della Giunta Organizzativa del Partito Liberale Messicano.

## Biografia
Nel settembre 1910 Figueroa venne incaricato di dirigere il giornale rivoluzionario Regeneración, che iniziava la sua quarta stagione con il tema "Seminario Rivoluzionario" da Los Angeles, California e in collaborazione con Ricardo Flores Magón, Lázaro Gutiérrez de Lara, Antonio Irineo Villarreal e Enrique Flores Magón che erano stati scarcerati dall'Arizona nel mese di agosto.
Insieme con Ricardo e Enrique Flores Magón, redasse il Manifesto del 23 settembre 1911 nel quale impressero la loro posizione apertamente anarco-comunista nell'ambito dell'insurrezione armata che era scoppiata all'epoca in Messico.
Dal 14 giugno 1911 al gennaio 1914 fu prigioniero nel carcere dell'Isola di McNeil, Washington, insieme a Librado Rivera, Ricardo e Enrique Flores Magón, accusati dal governo statunitense tramite una corte di Los Angeles, di violare la legge di neutralità per i fatti occorsi in Bassa California nel maggio 1911.
Al rilascio nel 1914, tornò a occuparsi di Regeneración insieme ai compagni.
Morì il 14 giugno 1915 in stato di povertà, malato, per i lavori forzati svolti durante la detenzione. Regeneración continuò a essere pubblicato fino al 1918 in Messico e negli Stati Uniti d'America.